# Minimal Love
Minimal Love è il secondo album in studio di Above the tree, prodotto nel 2009 dalla Brigadisco.

## Tracce
1. Donkey’s Eyes
2. Bunny in Love
3. 70% of Hate
4. Ta - Ta - Ta - T
5. Hallo Winter
6. Let Me Know
7. Altrimenti ci arrabbiamo
8. Go Home
9. Plotone negro
10. Gli oggetti
11. Silent Song
12. Paparinski
13. Le signorine che nuotano
14. Situation N°4
15. Baluba